# Ligue ivoirienne des droits de l'homme
Pour les articles homonymes, voir Ligue des droits de l'homme.
La Ligue ivoirienne des droits de l’homme  ci- après dénommée LIDHO, est une organisation de promotion, de protection et de défense des droits de l’homme. Elle a été créée le 21 mars 1987 conformément à la loi ivoirienne n°60-375 du 21 septembre 1960 et est présente dans presque toutes les villes de Côte d'Ivoire.

## Histoire
- 1987 : le 21 septembre, création de la LIDHO. Son premier président est le professeur René Degni-Segui.
- 1990 : le 14 juin, légalisation de la LIDHO.
- 1992 : le 18 février, répression violente, arrestations massives suivies de détentions et de procès arbitraires qui conduisent des dizaines de militants de la LIDHO en prison. Le premier président de la LIDHO passe près de six mois à la maison d’arrêt et de correction d’Abidjan (MACA).
- 1995 : médiation entre le gouvernement et l'opposition dans la grave crise relative aux élections.
- 1999 : visite de certains lieux de détention pour suivre les conditions de détentions des membres du régime déchu après le coup d'État de Robert Guéï.

## Objectif
La LIDHO n’adhère à aucun groupement politique ni confessionnel. Elle se réserve toutefois le droit de se prononcer sur toutes les questions en relation avec la promotion, la protection et la défense des droits de l’homme, notamment sur toutes les politiques et pratiques qui mettent en péril ces droits d’une part, et l’exercice de la démocratie, d’autre part, période où le multipartisme n'existait pas.
L'objectif général de la LIDHO est de travailler à l'avènement d'un Etat de droit en Côte d'Ivoire. La LIDHO considère que cet objectif pourrait être réalisé si les mutations suivants se produisaient :
- Le renforcement du système judiciaire et l'indépendance de la justice;
- L'effectivité et l'exercice des droits civils et politiques de façon égalitaire;
- Le renforcement et l'effectivité des organes de contrôle de l'Etat : lutte contre la corruption et moralisation de la vie publique;
- L'effectivité des libertés syndicales, d'opinion et de la presse;
- L'effectivité des droit à la santé et à l'éducation;
- La sécurisation de la propriété foncière en milieu rural;
- L'émergence d'une société civile forte qui constitue une force d'action et de proposition (un contre-pouvoir)[2]

## Liens Externes
LIDHO.org